# مانويل بيريز (مصور)
مانويل بيريز (بالإسبانية: Manuel Pérez Barriopedro)‏ (و. 1947  م) هو مصور إسباني.

## جوائز
حصل على جوائز منها:

جوائز أورتيجا إي جاسيت